# María Constanza García
María Constanza García Alicastro (Cúcuta, 1977) es una ingeniera civil y política colombiana.

## Primeros años y estudios
María García estudió ingeniería civil en la Universidad de La Salle, más tarde cursó una especialización en Transportes de la Universidad Nacional de Colombia y una maestría en Gerencia para el Desarrollo en la Universidad Externado de Colombia.

## Trayectoria pública en Bogotá
Entre 2001 y 2005 fue parte de la subdirección técnica de la entonces Secretaría de Tránsito y Transporte de Bogotá durante las alcaldías de Antanas Mockus. Continuó en dicha dependencia durante la alcaldía de Luis Eduardo Garzón, durante esa administración pasó la Subgerencia Técnica del sistema Transmilenio donde se desempeñó hasta 2012.
Durante la alcaldía de Gustavo Petro, García fue directora de Transporte e Infraestructura y Subsecretaria de Movilidad. De 2014 a 2016 fue Secretaria de Movilidad en reemplazo de Rafael Rodríguez. Durante su gestión desarrolló proyectos como el cable aéreo de Ciudad Bolívar, la sustitución de tracción animal, participó en la implementación y socialización del Sistema Integrado de Transporte Público (SITP) entre otras políticas.

## Gobierno Petro
García fue nombrada como viceministra de transporte al inicio del gobierno Petro. A inicios de julio de 2024 Petro realizó varios cambios de gabinete tras acercarse a cumplir dos años de mandato, García fue designada para reemplazar al ministro William Camargo. El 8 de julio de 2024 juró el cargo ante el presidente y renunció el 20 de enero de 2025.